# Táhir ibn Husáyn

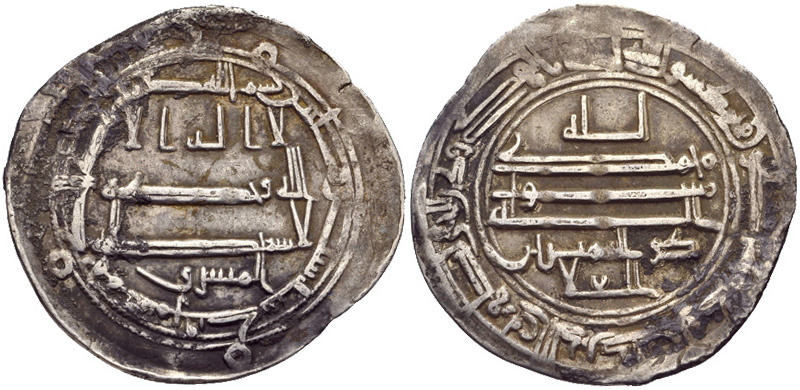
Moneda de Táhir ibn Husáyn

Táhir ibn Husáyn (árabe, persa: طاهر بن حسين) (muerto en 822) fue un general iraní y gobernador del califato abasí. Específicamente, sirvió a al-Ma'mún y guio a los ejércitos que derrotarían a al-Amín, haciendo que al-Ma'mún fuera el califa. 
Después, Táhir fue nombrado gobernador de las tierras abasíes orientales, haciéndole efectivamente gobernador de Persia. Táhir más tarde declaró la independencia respecto del imperio abasí en 822 al omitir cualquier mención de al-Ma'mún durante el sermón del viernes (jutba). Sin embargo, murió la misma noche y al-Ma'mún nombró al hijo de Táhir para que continuara en el puesto de su padre. Esto estableció a la dinastía tahirí, que gobernó un estado semiautónomo en Persia oriental.
Táhir encargó al teólogo cristiano Teodoro Abu Qurrah (muerto alrededor del año 830) que tradujera el seudoaristotélico De virtutibus animae al árabe desde el griego.